# Aguié
Aguié es una comuna o municipio del departamento de Aguie de la región de Maradi, en Níger. En diciembre de 2012 presentaba una población censada de 152 788 habitantes.
Se encuentra situada en el centro-sur del país, cerca de la frontera con Nigeria.